# Українська бавовна. Лелека-100 (монета)
Українська бавовна. Лелека-100 — пам'ятна монета Національного банку України номіналом 5 гривень, присвячена багатоцільовому безпілотному авіаційному комплексу «Лелека-100».
Монету введено в обіг 22 липня 2024 року. Вона належить до серії Збройні Сили України.

## Опис та характеристики монети
| Номінал грн. | Метал      | Маса, грам | Діаметр, мм. | Якість виготовлення       | Гурт     | Тираж, штук |
| ------------ | ---------- | ---------- | ------------ | ------------------------- | -------- | ----------- |
| 5            | нейзильбер | 16,54      | 35           | спеціальний анциркулейтед | рифлений | 75 000      |

### Аверс
На аверсі зображено погляд з монітора керування польотом безпілотника «Лелека-100», де на степових дорогах відображені виявлені ворожі цілі — танки. У центрі розташовано абрис планера комплексу, який втілює технологічний прогрес та інноваційний потенціал України, а унизу ліворуч на дзеркальному тлі — малий Державний Герб України, Праворуч під планером розташовано номінал монети «5» та графічний знак гривні, поцентру під планером викарбувано напис «УКРАЇНА», під яким — рік карбування монети «2024» і логотип Банкнотно-монетного двору Національного банку України.

### Реверс
На реверсі монети зображено планер розвідувального комплексу в польоті, на д яким — стилізований абрис лелеки, який символізує мир та спокій, які забезпечуються завдяки пильності «Лелеки-100». У нижній частині композиції — вид земної поверхні з умовною схемою візуального дослідження маршруту прольоту, що віддзеркалює стратегічне бачення та планування. Стилізовані вертикальна і горизонтальна шкали символізують здатність комплексу визначати координати цілей і коригувати вогонь артилерії. Ліворуч унизу паралельно безпілотнику розміщено напис «ЛЕЛЕКА-100».

## Автори
Скульптор: Демяненко Анатолій, Дем'яненко Володимир.

## Вартість монети
Національний банк України реалізував монету за ціною 121 гривня. Фактична приблизна вартість монети, з роками змінювалася так
| Рік        | 2025 | 2026 | 2027 |
| ---------- | ---- | ---- | ---- |
| Ціна, грн. | 350  |      |      |